# 윤승현 (희극인)
윤승현(1992년 1월 16일 ~ )은 대한민국의 희극 배우이다. 2014년 KBS 공채 29기 개그맨으로 데뷔했다. 키는 175cm이며, 혈액형은 O형이다.

## 출연 작품
- 《개그콘서트》

〈달라스〉
〈힙합의 신〉심사위원 역
〈큰 세계〉
〈시청자 의견〉학생 역
〈핵존심〉
〈명인본색〉
〈리액션 야구단〉
〈나가거든〉
〈돌아가〉이상훈의 부하 1 역
〈사랑 참 어렵다〉
〈연기돌〉
〈순위 밖 순위〉
〈아무 말 대잔치〉
〈꼬맨스〉
〈심곡파출소〉미아 역
〈아는노래〉단역

## 유행어
- 이 사람 또 왔네! 여기 한국이야. 영어쓰면 바로 탈락이야~! (힙합의 신)
- 영어 아니야?, 영어 같은데?, 진짜 영어야! (힙합의 신)
- 선생님~ (시청자 의견)
- 아~ (시청자 의견)[1]
- 여기네 잘찾아왔네 미아입니다 반10세 충렬공파 45대손 윤승현이올시다 빠른20 (심곡파출소)